# Женская сборная Каймановых островов по волейболу
Женская национальная сборная Каймановых островов по волейболу (англ. Cayman Islands women's national volleyball team) — представляет Каймановы острова на международных волейбольных соревнованиях. Управляющей организацией выступает Федерация волейбола Каймановых островов (Cayman Islands Volleyball Federation — CIVF).

## История
Федерация волейбола Каймановых островов была образована в 1976 году. С того же года является членом Международной федерации волейбола (ФИВБ) и Конфедерации волейбола Северной, Центральной Америки и Карибского бассейна (NORCECA). В настоящее время большой популярностью на островах пользуется пляжный волейбол, существенно опережающий по этому показателю волейбол классический.
Впервые женская национальная сборная Каймановых островов была сформирована в 1992 году для участия в чемпионате Карибской зональной волейбольной ассоциации (СAZOVA), прошедшем в Ямайке. На нём вновь образованная команда заняла последнее 4-е место. На следующем подобном турнире, проведённом в 1993 в Тринидаде и Тобаго, островитянки заняли 8-е итоговое место из девяти команд, после чего в региональных турнирах NORCECA не участвовали.
В 1999 году женская сборная Каймановых островов впервые приняла участие в волейбольном турнире Островных игр, прошедших на принадлежащих Финляндии Аландских островах. Результат оказался скромным — предпоследнее 9-е место. Впоследствии волейболистки с Каймановых островов ещё 6 раз были среди участниц волейбольных соревнований в рамках всемирного спортивного форума островных территорий. Лучший результат — 5-е место, занятое ими в 2001 году.
Женская национальная сборная Каймановых островов четырежды участвовала в отборочных турнирах чемпионатов мира. Впервые команда приняла участие в квалификации мирового первенства 2006 года. В групповом турнире в рамках NORCECA, прошедшем в апреле 2005 в столице Ямайки Кингстоне, островитянки заняли последнее место, проиграв всем трём своим соперницам. 15 апреля состоялся дебют сборной в рамках официальных соревнований под эгидой ФИВБ. Волейболистки с Каймановых островов уступили со счётом 0:3 хозяйкам группового раунда сборной Ямайки.
Сборная Каймановых островов была и среди участников отборочных турниров чемпионатов мира 2010, 2014 и 2018, но проигрывая всем соперникам, островитянки неизменно замыкали турнирные таблицы и выбывали из дальнейшего отбора.
Во всех прочих соревнованиях мирового и регионального масштабов, кроме трёх вышеназванных турниров, женская сборная Каймановых островов участия не принимала.

## Результаты выступлений

### Чемпионаты мира
В квалификации чемпионатов мира 1952—2002 сборная Каймановых островов участия не принимала.
- 2006 — не квалифицировалась (4-е место в отборочной группе NORCECA).
- 2010 — не квалифицировалась (6-е место в отборочной группе NORCECA).
- 2014 — не квалифицировалась (4-е место в отборочной группе NORCECA).
- 2018 — не квалифицировалась (4-е место в отборочной группе NORCECA).

### Карибский чемпионат
Сборная Каймановых островов принимала участие в трёх Карибских чемпионатах.
- 1992 — 4-е место
- 1993 — 8-е место
- 2017 — не квалифицировалась

### Островные игры
В Островных играх 1985—1997 сборная Каймановых островов участия не принимала.
- 1999 — 9-е место
- 2001 — 5-е место
- 2003 — 10-е место
- 2005 — не участвовала
- 2007 — 13-е место
- 2009 — 8-е место
- 2011 — не участвовала
- 2013 — 9-е место

## Состав
Сборная Каймановых островов в квалификации чемпионата мира 2018 (ноябрь 2016)
| №  | Имя, фамилия       | Год рождения | Рост | Амплуа      |
| -- | ------------------ | ------------ | ---- | ----------- |
| 1  | Мелисса Барроуз    | 1979         |      | центральная |
| 2  | Триша Эспиналь     | 1980         |      | нападающая  |
| 3  | Шанте Смит-Джонсон | 1997         | 169  | нападающая  |
| 4  | Шлуи Гэтос         | 2000         |      | нападающая  |
| 5  | Джосанна Смит      | 1993         |      | центральная |
| 6  | Кэтрин Миллер      | 1980         |      | либеро      |
| 7  | Стефани Джексон    | 1993         |      | связующая   |
| 8  | Аманда Вонг        | 1987         |      | нападающая  |
| 9  | Сара-Джой Маной    | 1983         | 162  | нападающая  |
| 10 | Стефания Гэндольфи |              | 168  | нападающая  |
| 11 | Стэси-Энн Келли    | 1978         | 177  | центральная |
| 12 | Бренда Маскаренас  | 1974         |      | связующая   |

- Главный тренер — Марк Рэй.
- Тренер — Трой Аллейн.